# Piptochaetium napostaense
Piptochaetium napostaense är en gräsart som först beskrevs av Carlos Luis Spegazzini, och fick sitt nu gällande namn av Eduard Hackel och Teodoro Theodor Juan Vicente Stuckert. Piptochaetium napostaense ingår i släktet Piptochaetium och familjen gräs. Inga underarter finns listade i Catalogue of Life.